# Bartłomiej Bis
Bartłomiej Bis (ur. 25 marca 1997 w Kielcach) – polski piłkarz ręczny, obrotowy, od 2019 zawodnik Górnika Zabrze.

## Kariera sportowa
W 2015 rozpoczął treningi z pierwszą drużyną Vive Kielce. W Superlidze zadebiutował 9 września 2015 w wygranym meczu z Zagłębiem Lubin (37:22), natomiast pierwszą bramkę w najwyższej klasie rozgrywkowej rzucił trzy dni później w spotkaniu z Gwardią Opole (38:26). W sezonie 2015/2016 występował jednak przede wszystkim w drugiej drużynie kieleckiego klubu (wywalczył z nią awans do I ligi), rozgrywając w II lidze i barażach 23 mecze, w których zdobył 102 bramki. Obecnie występuje w barwach NMC Górnika Zabrze.
W sezonie 2016/2017, w którym rozegrał w Superlidze 13 spotkań i rzucił 17 goli, zdobył z kielecką drużyną mistrzostwo Polski. Ponownie regularnie występował w drugim zespole Vive, w barwach którego rozegrał 26 spotkań i zdobył 126 bramek, zajmując 8. miejsce w klasyfikacji najlepszych strzelców I ligi. W 2017 został formalnie włączony do kadry pierwszej drużyny, podpisując z kieleckim klubem dwuletni kontrakt. W sezonie 2017/2018 wystąpił w 20 meczach Superligi, w których rzucił 43 gole. Pod koniec lutego 2018 w spotkaniu ze Spójnią Gdynia (46:27) zerwał więzadło krzyżowe przednie w lewym kolanie (uraz nastąpił bez kontaktu z innym zawodnikiem). Tydzień później przeszedł zabieg artroskopowej rekonstrukcji więzadła, a następnie rozpoczął kilkumiesięczną rehabilitację. Z powodu urazu pauzował przez 36 tygodni. Do gry powrócił 6 listopada 2018, występując w wygranym spotkaniu ligowym z MKS-em Kalisz (37:27), w którym zdobył jednego gola.
W 2014 uczestniczył w mistrzostwach Europy U-18 w Polsce, podczas których zagrał w dwóch meczach. W 2015 wziął udział w mistrzostwach świata U-19 w Rosji, w których rzucił cztery gole. W 2016 wystąpił w mistrzostwach Europy U-20 w Danii, podczas których zdobył 12 bramek w siedmiu spotkaniach
W kadrze narodowej zadebiutował 21 grudnia 2020 roku w przegranym meczu towarzyskim z Algierią (23:26).

## Życie prywatne
Absolwent VI Liceum Ogólnokształcącego im. Juliusza Słowackiego w Kielcach. W 2016 rozpoczął studia na Wydziale Mechatroniki i Budowy Maszyn Politechniki Świętokrzyskiej.

## Sukcesy
Vive Kielce
- Mistrzostwo Polski: 2015/2016, 2016/2017, 2017/2018
- Puchar Polski: 2015/2016, 2016/2017, 2017/2018, 2018/2019

Indywidualne
- 8. miejsce w klasyfikacji najlepszych strzelców I ligi: 2016/2017 (126 bramek; Vive II Kielce)[8]

## Statystyki
| Klub                     | Sezon     | Superliga | Superliga | Superliga | Puchar Polski | Puchar Polski | Puchar Polski | Liga Mistrzów | Liga Mistrzów | Liga Mistrzów | Razem | Razem | Razem |
| Klub                     | Sezon     | M         | B         | Śr.       | M             | B             | Śr.           | M             | B             | Śr.           | M     | B     | Śr.   |
| ------------------------ | --------- | --------- | --------- | --------- | ------------- | ------------- | ------------- | ------------- | ------------- | ------------- | ----- | ----- | ----- |
| Vive Kielce              | 2015/2016 | 8         | 9         | 1,1       | 1             | 5             | 5             | 2             | 0             | 0             | 11    | 14    | 1,3   |
| Vive Kielce              | 2016/2017 | 13        | 17        | 1,3       | 2             | 6             | 3             | 0             | 0             | 0             | 15    | 23    | 1,5   |
| Vive Kielce              | 2017/2018 | 20        | 43        | 2,2       | 1             | 5             | 5             | 4             | 0             | 0             | 25    | 48    | 1,9   |
| Vive Kielce              | 2018/2019 | 18        | 38        | 2,1       | 2             | 7             | 3,5           | 9             | 0             | 0             | 29    | 45    | 1,6   |
| Razem                    | Razem     | 59        | 107       | 1,8       | 6             | 23            | 3,8           | 15            | 0             | 0             | 80    | 130   | 1,6   |
| Stan na 22 kwietnia 2019 |           |           |           |           |               |               |               |               |               |               |       |       |       |